# Mediävistik
Die Mediävistik (lateinisch medium aevum ‚mittleres Zeitalter‘), auch Mediaevistik oder Mittelalterforschung, ist die Wissenschaft des europäischen Mittelalters.

## Disziplinen
Wesentliche Teilgebiete der Mediävistik sind:
- Die fachübergreifende Erforschung des europäischen Mittelalters durch Historiker, Philologen, Archäologen, Theologen und Wissenschaftler anderer Fächer. In Deutschland wird diese universelle Sichtweise durch den Mediävistenverband gefördert und in dessen Zeitschrift Das Mittelalter veröffentlicht.
- Die europäische mittelalterliche Geschichte in der Geschichtswissenschaft.
- Die Archäologie, insbesondere die sogenannte „Stadtarchäologie“ zur Erforschung der Lebensverhältnisse der mittelalterlichen Städte und Siedlungsformen.
- Die Germanistische Mediävistik („Altgermanistik“) ist als Teilgebiet der deutschen Sprach- und Literaturwissenschaften die Wissenschaft der deutschen Sprache und Literatur des Mittelalters bis zur frühen Neuzeit (ca. 700–1500). Entsprechend sind auch die Sprach- und Literaturwissenschaften der anderen europäischen mittelalterlichen Volkssprachen sowie die Philologie des Mittellateins Teil der Mediävistik.
- Die kunstwissenschaftliche Erforschung der mittelalterlichen Buchkunst, Malerei, Plastik und Architektur.
- Die europäische mittelalterliche Geschichte in der Musikwissenschaft

Auch historische Hilfswissenschaften wie Paläografie, Kodikologie, Sphragistik, Numismatik und Heraldik sind für die Mediävistik bedeutsam. Bernd Schneidmüller stellte 2005 in der mediävistischen Geschichtswissenschaft eine Wendung von der Verfassungsgeschichte zur Geschichte politischer Ordnungen und Identitäten fest.